# American Economic Liberties Project
A American Economic Liberties Project (AELP) é uma organização americana sem fins lucrativos que defende a legislação de responsabilidade corporativa e a aplicação agressiva de regulamentações anti-monopolistas (antitruste).

## História e liderança
A AELP foi fundada em fevereiro de 2020 e é liderada por Sarah Miller, ex-funcionária do Departamento do Tesouro. A AELP é financiada em parte pela Omidyar Network, que é financiada pelo multimilionário Pierre Omidyar. É considerada uma organização importante no Movimento neo-Brandeis, que se foca nos esforços antitruste modernos.

## Atividades
A organização elogiou as nomeações de Lina Khan para servir na Comissão Federal do Comércio (FTC) e de Jonathan Kanter para servir como Procurador-Geral Adjunto da Divisão Antitruste.